# Mineralquelle Lostorf
Die Mineralquelle Lostorf ist eine Mineralquelle in Lostorf im Kanton Solothurn. Insgesamt gibt es drei Mineralquellen in Lostorf, wovon zwei Quellen aktiv sind. Aus dem Quellwasser aus dem Schweizer Jura füllt das Unternehmen Mineralquelle Eptingen, welche die Lostorfer Quellen betreibt, das Mineralwasser Cristallo und dasjenige der Lidl-Hausmarke ab.

## Geschichte
Die schon zu Römerzeit bekannte Mineralquelle von Lostorf wurde 1412 wiederentdeckt und als Heilbad genutzt.
1933 kaufte das Familienunternehmen Mineralquelle Eptingen AG die Quellrechte in Lostorf und gründen die eigenständige Tochtergesellschaft Mineralquelle Lostorf AG. Zwischen 1933 und 2002 vertrieb diese Tochtergesellschaft das Lostorfer Mineralwasser in der Schweiz.
In den Jahren 1969 bis 1974 wurde das Mineralwasser durch mehrere Bohrungen neu erschlossen, auch entstand in den 80er Jahren in einem Stollen eine neue Quellfassung. In den 1990er Jahren erschloss das Unternehmen weitere Quellen in Lostorf. 2002 wurde die alte Römerquelle abgestellt und eine neue Quelle in Lostorf in Betrieb genommen. Damit änderte sich auch der Name des Lostorfer Mineralwassers und heisst ab diesem Zeitpunkt Cristallo. 2005 wurde die Mineralquelle Lostorf AG in die Mineralquelle Eptingen AG integriert.
Die Mineralquelle Eptingen AG verfügt am Standort Lostorf über drei nutzbare Quellen aus unterschiedlichen Aquiferen:
- Cristallo-Quelle (Tiefenbohrung, 514 Meter)
- Saguaro-Quelle
- Cristella-Quelle

Nachdem kleine Mengen von «fremden» Wasser nach starken Regenfällen nach einer längeren Trockenperiode in die Cristella-Quelle im Jahr 2020 in die Quellfassung eingedrungen sind und sich mit dem eigentlichen Quellwasser vermischt haben, wurde die Cristella-Quelle bis auf weiteres für die kommerzielle Nutzung stillgelegt.
Neben der Produktion von Mineralwasser aus den verschiedenen Quellen befindet sich am Betriebsstandort Lostorf der Mineralquelle Eptingen AG auch die «Sirupküche» des Unternehmens. Hier werden die dickflüssigen Konzentrate für das Süssgetränks Pepita in verschiedenen Geschmacksrichtungen (Pepita, Pepita Cola, Pepita Orange) hergestellt. Die in Lostorf hergestellten Sirup-Konzentrate werden anschliessend nach Eptingen transportiert, wo mit Eptinger Mineralwasser daraus die fertigen Getränke hergestellt und abgefüllt werden.

## Cristallo-Quelle
Aufgrund seines Eigendrucks von vier Bar dringt das Quellwasser der Cristallo - Quelle in Lostorf aus 514 Meter Tiefe an die Oberfläche. Somit stammt das Wasser aus einer artesischen Quelle. Beim Austritt ist das Mineralwasser rund 29 °C warm.

## Inhaltsstoffe
In dem Mineralwasser sind von Natur aus folgende Stoffe enthalten:
- Sulfat: 660 mg/l
- Kalzium: 244 mg/l
- Hydrogenkarbonat: 259 mg/l
- Magnesium: 70 mg/l
- Natrium: 4,1 mg/l
- Chlorid: 3,8 mg/l
- Fluorid: 0,6 mg/l
- Nitrat: < 0,1 mg/l

Total Mineraliengehalt: 1'254 mg/l